# 3,4-环氧环己烷甲酸甲酯
3,4-环氧环己烷甲酸甲酯是一种环氧化物，化学式为C8H12O3，可用于制备用于生产交联环氧树脂。它本身在均聚时会产生线形聚合物。

## 制备及性质
3,4-环氧环己烷甲酸甲酯可由4-环己烯甲酸甲酯与过酸进行环氧化反应得到。
它的粘度为6 mPa·s。